# Glen Innes Severn Council
Koordinaten: 29° 43′ S, 151° 45′ O

Glen Innes Severn Council ist ein lokales Verwaltungsgebiet (LGA) im australischen Bundesstaat New South Wales. Das Gebiet ist 5.480,0 km² groß und hat etwa 8.900 Einwohner.
Glen Innes Severn liegt im Nordosten des Staates etwa 630 km nördlich der Metropole Sydney und 370 km südwestlich von Brisbane. Das Gebiet umfasst 35 Ortsteile und Ortschaften: Bald Nob, Capoompeta, Diehard, Dundee, Furracabad, Gibraltar Range, Glen Elgin, Glen Innes, Glen Nevis, Glencoe, Kingsgate, Lambs Valley, Moggs Swamp, Moogem, Morven, Mount Mitchell, Pinkett, Rangers Valley, Red Range, Reddestone, Shannon Vale, Stonehenge, Wellington Vale, Yarrowford und Teile von Ben Lomond, Coombadjha, Deepwater, Emmaville, Kookabookra, Matheson, Maybole, Newton Boyd, Stannum, Torrington und Wellingrove. Der Verwaltungssitz des Councils befindet sich in der Stadt Glen Innes, wo etwa 6.200 Einwohner leben.

## Verwaltung
Der Council von Glen Innes Severn hat sieben Mitglieder, die von den Bewohnern der LGA gewählt werden. Glen Innes Severn ist nicht in Bezirke untergliedert. Aus dem Kreis der Councillor rekrutiert sich auch der Mayor (Bürgermeister) des Councils.